# Jarosław Kaczmarczyk
Jarosław Kaczmarczyk (26. července 1885, Binczarowa, Rakousko-Uhersko – asi 1944) byl polský a lemský politik, právník a prezident Lemko-rusínské republiky. Přestože jeho snahy skončily neúspěchem, je dodnes Lemky oslavován.

## Život

### Mládí
Jarosław Kaczmarczyk se narodil v obci Binczarowa. Jeho otec byl známý kněz a polský aktivista, reverend Teofil Kaczmarczyk, který byl pro-lemkovský a podporoval politiku Lemků. Mladý Jarosław viděl ve svém otci vzor. Na jeho přání studoval na Lvovské univerzitě, kde získal doktorát filosofie.

### Politik
Během první světové války sloužil Kaczmarczyk v rakousko-uherské armádě. Po skončení války chtěl Kaczmarczyk využít rozpad Rakousko-Uherska a rozhodnout o politickém osudu Lemků. V důsledku toho zorganizoval Kaczmarczyk a několik dalších aktivistů (především řeckých katolických kněží, učitelů, právníků, a Rolníků) politické hnutí v Karpatech. Výsledkem bylo dne 5. prosince 1918 vyhlášení nezávislosti Lemko-rusínské republiky ve Florynce.
Během tohoto období byl Kaczmarczyk v čele Rusínské rady ve své rodné vesnici Binczarowa. Jako mnoho Lemků své doby, cítil silnou kulturní blízkost k Rusům a obhajoval spojení s Ruskem. Vzhledem k tomu, že Kaczmarczyk byl antikomunista a v té době nebylo spojení s Ruskem možné, podporoval proto spojení s Československem jako provizorní řešení do doby, než skončí občanská válka v Rusku ve prospěch bílých.
V lednu 1919 se Kaczmarczyk stal prezidentem republiky. Nově vzniklé Polsko však mělo s Lemky jiné plány, chtělo převzít kontrolu nad republikou. To vedlo k četným konfliktům. Stovky Lemků, které sloužily v polské armádě, uprchly do zahraničí pronásledováni armádou. Ve snaze tuto krizi vyřešit, přijel roku 1919 Kaczmarczyk do Varšavy vyjednávat.
Republika neměla valnou politickou, ani vojenskou sílu nezbytnou k obraně svých práv. Osud republiky byl definitivně zpečetěn uzavřením Saint-Germainské smlouvy, která přidělila Halič (a celkově i Lemko-Rusínsko) Polsku. Zpočátku nebyli Lemkové ochotní se připojit, ale postupem času se podvolili.

### Pád a pozdější život
Dne 8. ledna 1921 byl Kaczmarczyk zatčen a v červnu postaven před soud. Hájil sebe a svou činnost tím, že Lemkové chtěli s Polskem dobré vazby a obchodní vztahy. Na konci roku byl zproštěn všech obvinění a propuštěn.
Poté si Kaczmarczyk otevřel právnickou praxi ve městě Muszyna u hranic s Československem. V roce 1923 krátce navštívil USA, ale odmítl pozvání do čela Lemkovského kongresu v New Yorku.
Od této chvíle se mezi Lemky moc neobjevoval. Je pravděpodobné, že přišlo rozčarování a zklamání z let 1918–20. Po roce 1923 toho není o Kaczamarczykovi moc známo, jedině to, že byl aktivní v advokacii přinejmenším do vypuknutí druhé světové války v roce 1939.

## Odkaz
I přes jeho předčasný odchod do důchodu z politického života, Kaczmarczyk a jeho vlastenecká činnost zůstala Lemkům v paměti, a dodnes v něm chovají velkou úctu, podobně jako Američané k Georgi Washingtonovi, především za to, že úspěšně přitáhl mezinárodní pozornost na ve světě pozapomenutou krajinu, jakou je Halič.